# San Juan Juggernauts
I San Juan Juggernauts sono una squadra di football americano di San Juan, nelle Filippine.

## Dettaglio stagioni

### Tornei nazionali

#### Campionato

##### ABP/PAFL
| Stagione | regular season | regular season | regular season | regular season | regular season | regular season | playoff | playoff | playoff | playoff | playoff | playoff   | playoff        |
|          | Vin            | Par            | Per            | Tot            | PF             | PS             | Vin     | Per     | Tot     | PF      | PS      | risultato | avversaria     |
| -------- | -------------- | -------------- | -------------- | -------------- | -------------- | -------------- | ------- | ------- | ------- | ------- | ------- | --------- | -------------- |
| 2010     | 0+?            | 0+?            | 1+?            | 1+?            | 14+?           | 15+?           | 0       | 1       | 1       | ?       | ?       | ArenaBowl | Manila Bandits |
| 2011     | 3              | 0              | 3              | 6              | 114            | 84             | 1       | 1       | 2       | 12      | 14      | ArenaBowl | Manila Bandits |
| 2012     | 6              | 0              | 0              | 6              | 80             | 34             | 0       | 1       | 1       | 8       | 25      | ArenaBowl | Manila Bandits |
| 2013-14  | 3              | 0              | 0              | 3              | 115            | 10             | 0       | 1       | 1       | 6       | 14      | ArenaBowl | Manila Bandits |
| 2014-15  | 3              | 0              | 3              | 6              | 64             | 83             | -       | -       | -       | -       | -       | -         | -              |
| 2017     | 0              | 0              | 4              | 4              | 6              | 225            | -       | -       | -       | -       | -       | -         | -              |
| 2018     | 1              | 0              | 4              | 5              | 42             | 185            | -       | -       | -       | -       | -       | -         | -              |
| Totale   | 16+?           | 0+?            | 15+?           | 31+?           | 435+?          | 636+?          | 1       | 4       | 5       | 26+?    | 53+?    |           |                |

Fonti: Enciclopedia del Football - A cura di Roberto Mezzetti

### Riepilogo fasi finali disputate
| Anno              | Luogo | Evento | Fase del torneo | Incontro                              | Risultato |
| 13 agosto 2010    |       | ABP    | ArenaBowl       | Manila Bandits - San Juan Juggernauts | v - p     |
| 13 agosto 2011    |       | ABP    | ArenaBowl       | Manila Bandits - San Juan Juggernauts | 14 - 6    |
| 15 settembre 2012 |       | ABP    | ArenaBowl       | Manila Bandits - San Juan Juggernauts | 25 - 8    |
| 15 febbraio 2014  |       | ABP    | ArenaBowl       | Manila Bandits - San Juan Juggernauts | 14 - 6    |